# Innocenti
Innocenti fue una empresa metalmecánica italiana, fundada por Ferdinando Innocenti en 1920. La compañía es conocida por algunos de sus productos como las motonetas Lambretta, así como de una gama de automóviles, muchos de ellos modelos de la British Leyland producidos bajo licencia en Italia. La marca dejó de fabricarse en 1996, seis años después de su adquisición por parte de Fiat.

## Historia

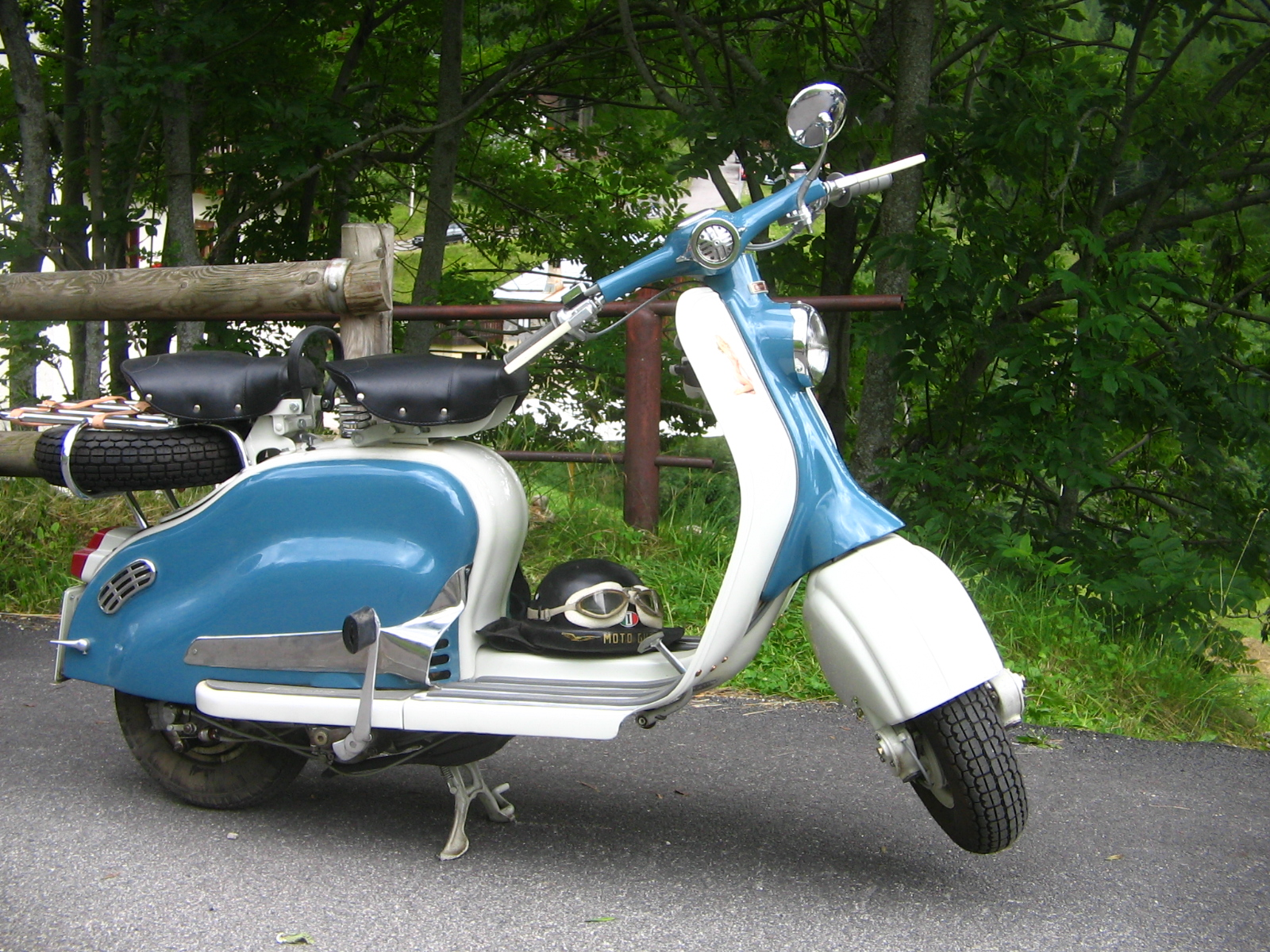
Lambretta 150 ld (2)

El fundador de la empresa, Ferdinando Innocenti nació en 1891 en Pescia (Pistoia), aunque al poco tiempo su padre trasladó a la familia a Grosseto donde abrió una ferretería. Años después abrieron una segunda tienda y Ferdinando comenzó a trabajar con su padre y hermano al tiempo que asistía a la escuela técnica.
A los 18 años Ferdinando tomó las riendas del negocio y en poco tiempo lo expandió. Comenzó a comerciar con hierro recuperado de la chatarra. A principios de los '20 Innocenti comenzó a experimentar con las posibles aplicaciones para tubos de hierro, y en 1923 decidió trasladarse a Roma en donde abrió un almacén que daría origen a la compañía. Este negocio estaba dedicado a la venta de tubos sin soldadura producidos por Dalmine. En 1926 abrió un taller de mecanizado de tubos, lo que culminaría en una serie de acuerdos comerciales con Dalmine y en el estudio de nuevas aplicaciones para estas piezas de metal.
Gracias a contactos con el Vaticano, Innocenti produjo numerosas obras para el Papa: un sistema de riego por aspersión para los jardines de la villa de Castel Gandolfo (1931) y los jardines del Vaticano (1932) y, en 1934, una planta de energía térmica y sistemas de protección contra incendios de la Capilla Sixtina. En esa época también ganó un contrato para la expansión de la capacidad de los estadios en para la Copa del Mundo de 1934.
Si bien los años anteriores fueron de gran crecimiento para la economía italiana y en plena dictadura fascista, la crisis de 1929 puso fin a ese apogeo produciendo altos niveles de desempleo y una fuerte caída de la actividad industrial. Fue entonces cuando en 1932 Innocenti decidió trasladarse a Milán donde la recesión no se sentía tanto como en el resto de Italia. Ya en Milán "Fratelli Innocenti" pasó de una veintena en 1929 a un centenar en 1933.
En ese año creó su famoso andamiaje tubular, iguales a los usados hoy en día (ideado para sustituir los viejos andamios de madera que se usaban en ese entonces). Para su producción construyó una fábrica en el distrito de Lambrate donde también se fabricaban plantas de riego móviles y fijas.
La guerra ayudó al crecimiento exponencial de la empresa y en 1942 inauguró una nueva planta en la Toscana, pero meses más tarde esta sería desmontada y llevada a Alemania por los nazis. Por otra parte su planta de Milán fue destruida por los bombardeos de los aliados. Con la caída del fascismo en septiembre de 1943, Innocenti comenzó a colaborar con los aliados, financiando a la resistencia. Recuperaría la posesión de sus fábricas una vez terminado el conflicto.
Ya en la posguerra Innocenti decidió diversificar su producción con la ayuda de subsidios estatales para la reconstrucción y en 1946 lanzó al mercado su motoneta Lambretta (adelantándose a la Vespa de Piaggio). Este nuevo medio de transporte fue ideal para los destruidos caminos de Italia y la economía de posguerra. Al año siguiente vende sus acciones de Dalmine.
Las motonetas Lambretta adquirieron notoriedad y prestigio gracias a modelos tales como la 125LI, 150LI, 175TV, 200TV, 125SX, 150SX, 200SX, 125GP, 150GP y 200GP.
En 1960 Innocenti tenía filiales en todo el mundo, la más distante de las cuales era la empresa siderúrgica creada en Venezuela, Orinoco Planta Innocenti (actual Siderurgica del Orinoco).

Entre 1961 y 1976 Innocenti fabricó bajo licencia de BMC (más tarde British Leyland Motor Corporation, o BLMC) el modelo Mini, con motores de 998 cc y 1.275 cc. A este le seguirían otros modelos, como el Regent, con motor de 1.485 cc. Debido a esto la compañía era generalmente llamada Leyland Innocenti. Otro de sus modelos icónicos fue el Innocenti Spyder (1961–70) que era una versión rediseñada del Austin-Healey MKII Sprite (trabajo que realizó Ghia). El coche fue producido por OSI, cerca de Milán. En 1972 BLMC tomó el control total de la compañía.
Ferdinando Innocenti falleció el 21 de junio de 1966 en Varese. Tiempo después, en 1971, su hijo Luigi vendió la compañía. Para 1972 las fábricas, edificios y equipamiento de la compañía fueron adquiridas por Leyland por una suma cercana a 3 millones de libras. La compañía británica tenía grandes expectativas para su flamante subsidiaria, ya que en ese momento Innocenti estaba segundo en ventas en el mercado italiano, siendo solo superado por la Fiat, y se posicionaba adelante de Volkswagen y Renault. Los planes eran llevar la producción anual de 56.452 en 1971 a 100.000 para 1972. Sin embargo, el pico de producción fue de 62.834 unidades en 1972, a pesar de que las exportaciones aumentarón de un único coche en 1971 a más de 17.000 unidades en 1974. La compañía británica designó como director general a uno de sus ejecutivos seniors más jóvenes en el Reino Unido, Geoffrey Robinson de 32 años. Tres años más tarde BLMC entraría en quiebra y sería nacionalizada por el gobierno de británico.

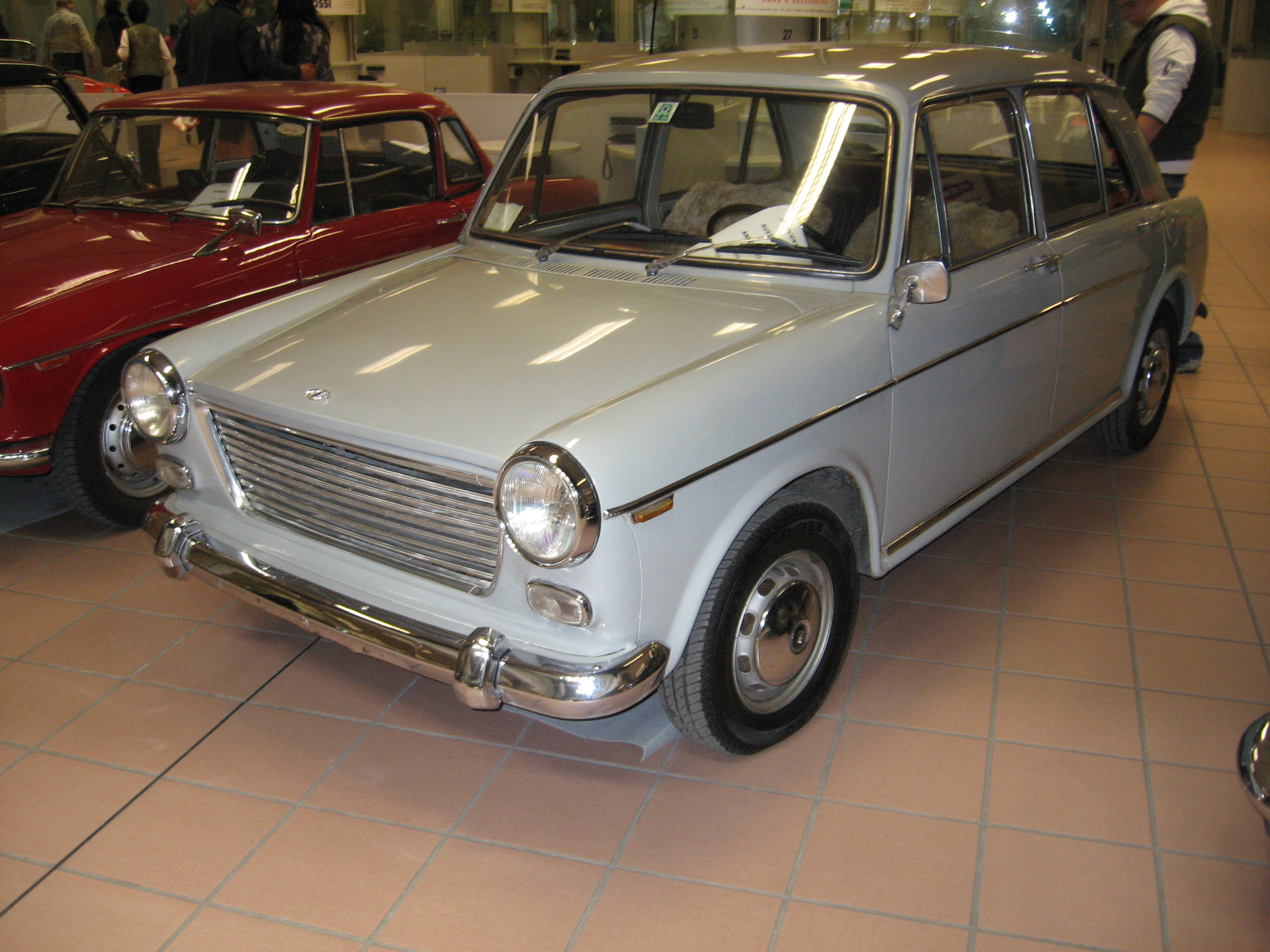
Innocenti I4

En febrero de 1976, la compañía fue comprada y reorganizada por el italo-argentino Alejandro de Tomaso dueño de la fábrica de deportivos De Tomaso. Así se la  renombró como Nuova Innocenti. Benelli adquirió una participación y Leyland retuvo cinco por ciento de las acciones, mientras que De Tomaso poseía el cuarenta y cuatro por ciento con la ayuda de un plan de salvataje del GEPI (una agencia pública italiana pretendió proporcionar inversión para empresas atribuladas). La administración fue totalmente asumida por De Tomaso. Sin embargo antes del fin de 1976 el GEPI y De Tomaso compraron el 95% del paquete accionario de Innocenti (y todo el de Maserati) para formar un nuevo holding.
Sin embargo, con la pérdida del modelo original del Mini, el Austin I5, y el muy poco exitoso Regent, las ventas cayeron en picado. La producción cayó a casi la mitad en 1975 y se redujo a una quinta parte de los niveles de 1974 en 1976. Después de esta crisis, el nuevo Mini con carrocería rediseñada por Bertone se convirtió en un éxito instantáneo y la producción llegó a más de 40.000 unidades por año para el fin de la década de los '70. El primer modelo diseñado por Bertone tenía espacio para cinco ocupantes y estaba disponible con motores Leyland de 998 cc and 1275 cc.
Las exportaciones, que se habían llevado a cabo principalmente por los concesionarios BMC, comenzaron a caer en los años ochenta, ya que esta no quería tener competencia interna con sus propios productos. Las ventas en Francia (que representaba el mayor mercado de exportación de Innocenti) terminaron en 1980, mientras que las ventas en Alemania llegaron a su fin en 1982. Casi al mismo tiempo, el acuerdo con BMC terminó, y pronto la producción cayó por debajo de las veinte mil unidades. Los modelos más recientes, a partir de 1983 en adelante, utilizan motores de 993 cc de tres cilindros hechos por la japonesa Daihatsu. De Tomaso desarrolló una versión turbo de este motor de Daihatsu, que se usó en modelos de ambas marcas.

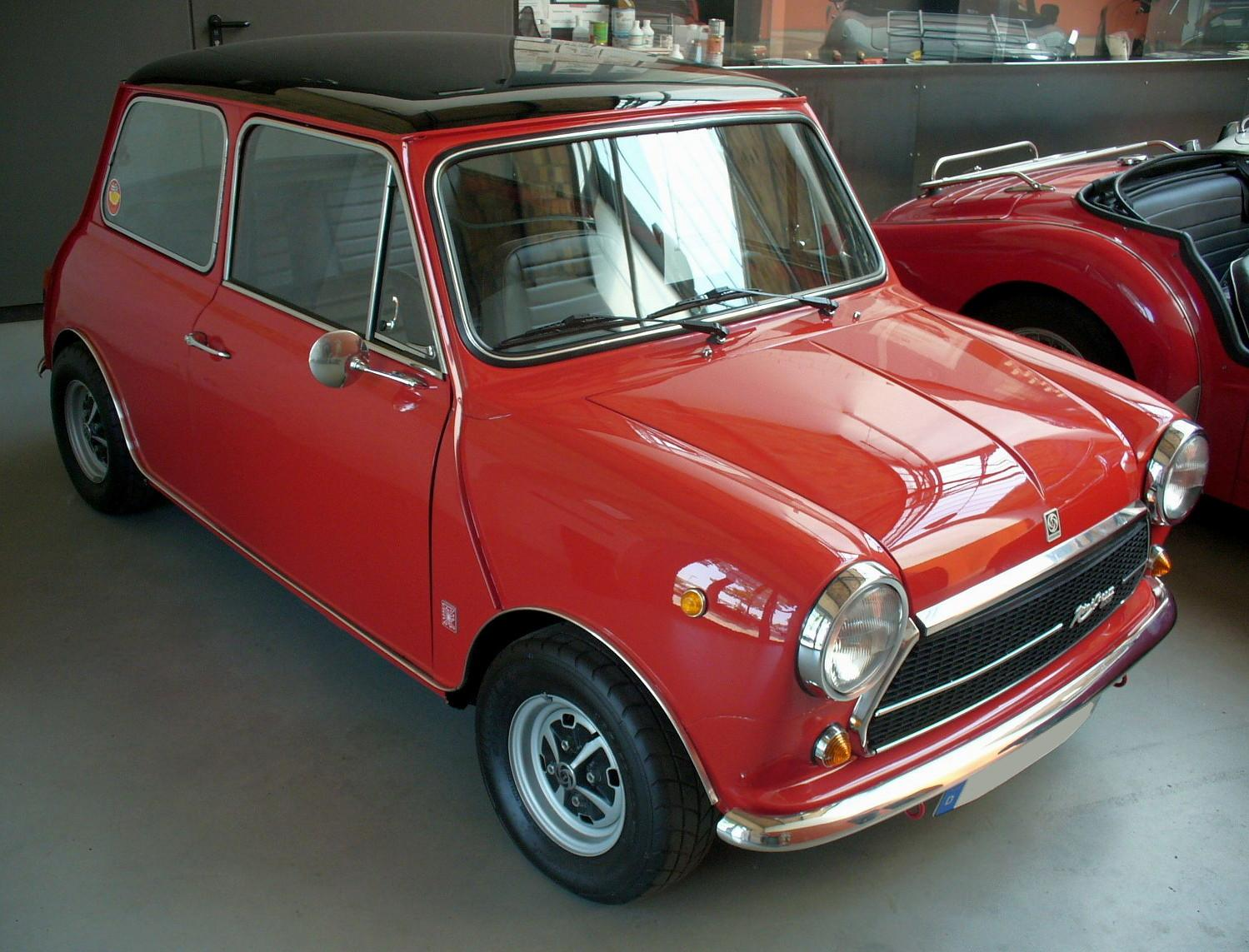
Innocenti Mini

Además de construir sus propios coches, De Tomaso también usaba la capacidad fabril de Innocenti para la producción de las carrocerías del Maserati Biturbo, Quattroporte, y el Chrysler TC hecho por Maserati. Dado que la producción siguió disminuyendo, y cada vez se hacía más difícil mantener competitividad con los productos de Fiat, Innocenti trató de mantener su cuota de mercado ofreciendo equipamientos cada vez mejores. Sin embargo la empresa mantuvo la construcción de sus propios vehículos hasta 1992. A partir de 1990, cuando Fiat se hizo cargo de Innocenti, se comenzó a vender el Yugo Koral y versiones-brasileñas del Fiat Uno (la familiar Elba y Uno Mille) en el mercado italiano. La marca dejó de fabricarse cuando las ventas de estos modelos se interrumpieron en 1996.

## Resurgir
En el mes de mayo de 2017 la marca Innocenti anunció su retorno, justo cuando se conmemoran los 70 años de su fundación.
Sus nuevos propietarios Industrie Riunite SpA, Euro Mobile International BV, Finambiente Group SpA y la familia Perrotta todavía no han anunciado su plan de negocios, como así tampoco cuando se materializará el retorno de la marca con un nuevo modelo. Sin embargo aseguran que su propósito es continuar con la fabricación de automóviles tras la interrupción ocurrida en el año 1997.

## Lista de modelos de Innocenti
- 1945–71 Lambretta (motoneta)

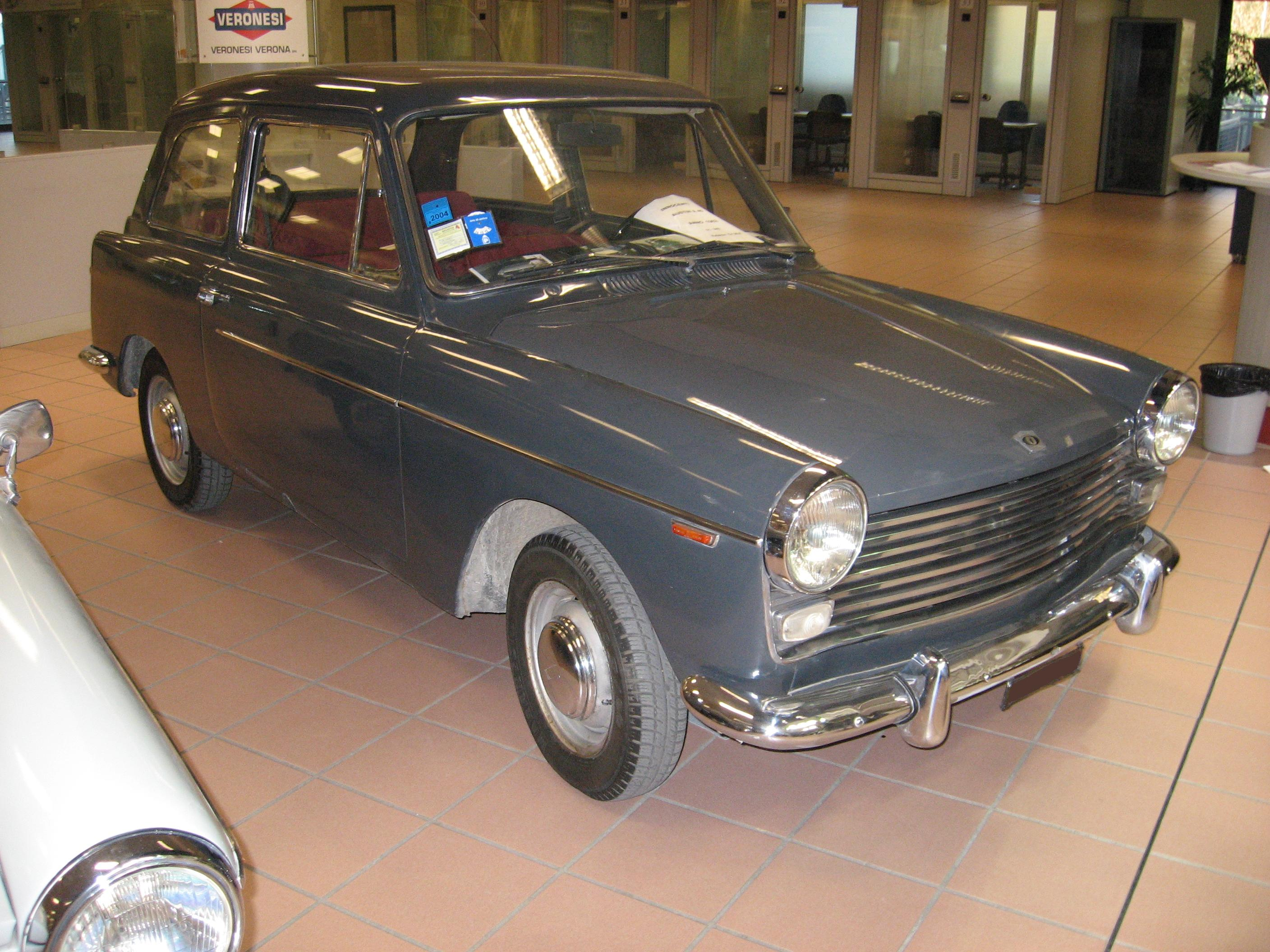
Innocenti A40

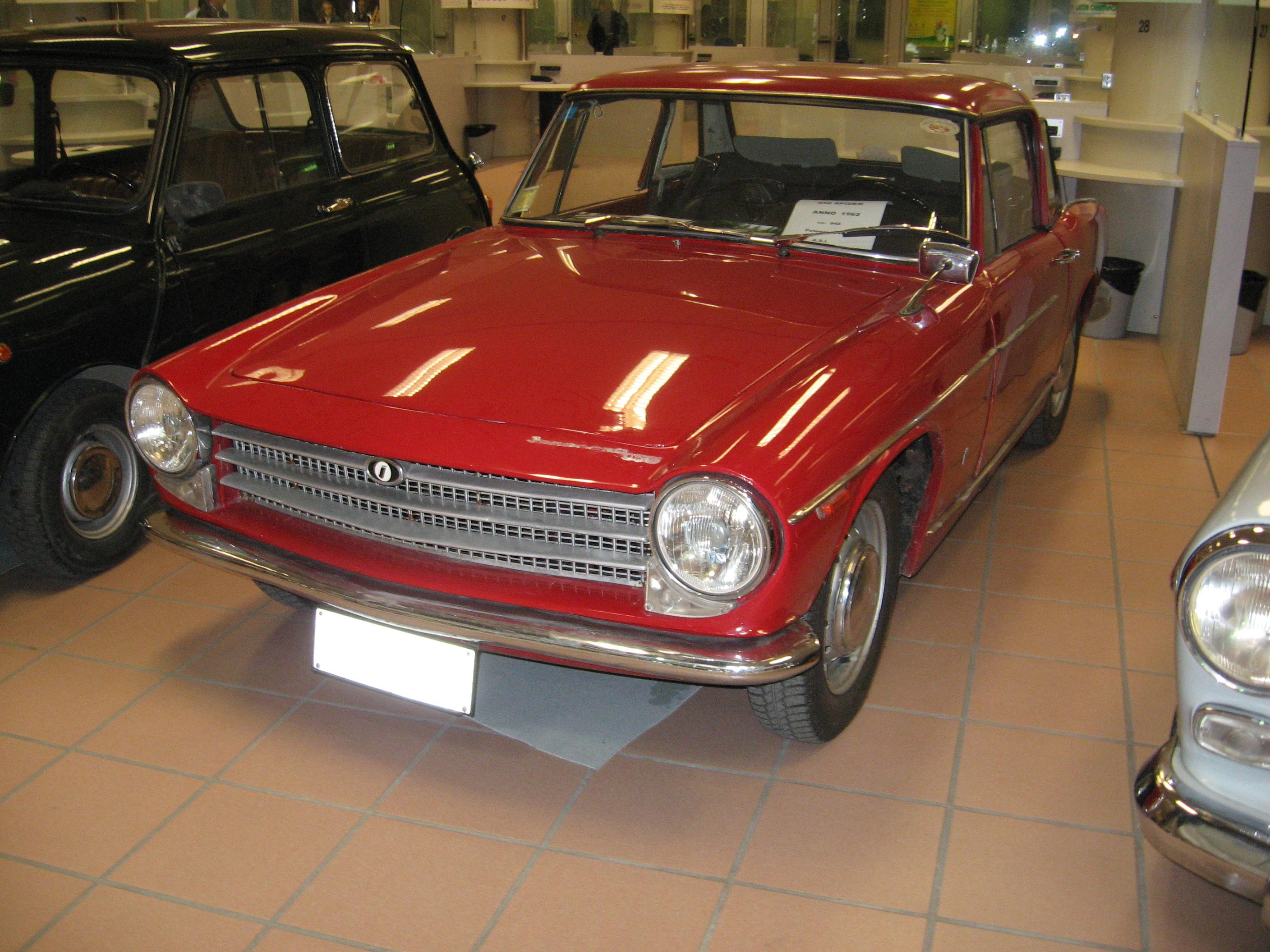
Innocenti 950-S Spider

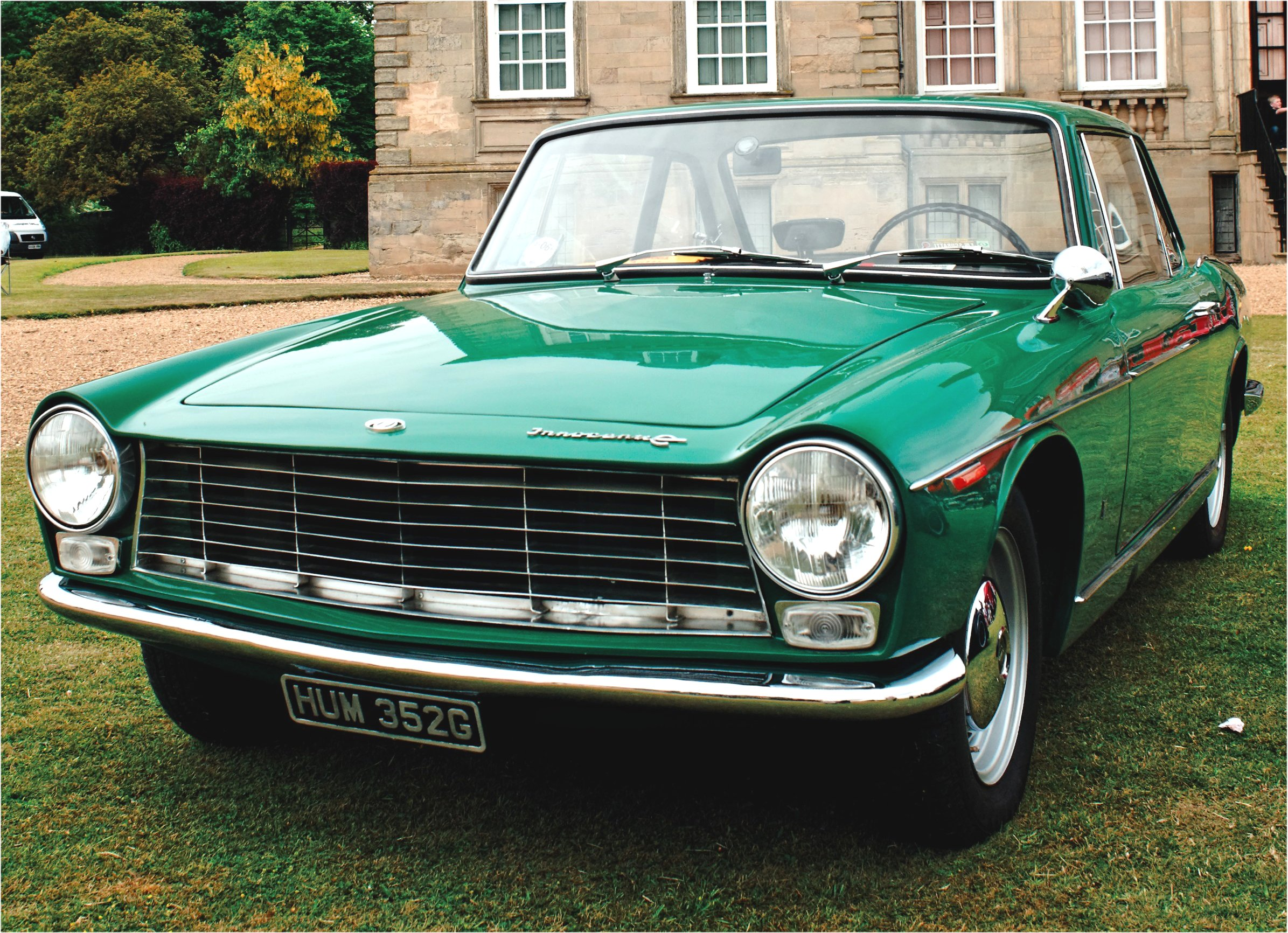
Innocenti C Coupe

- 1960–67 A40/A40S Berlina/Combinata – Austin A40 Farina
- 1961–68 950/1100 Spider – roadster basado en el Austin-Healey Sprite con carrocería diseñada por Ghia
- 1963–74 IM3/IM3S/Austin I4/I5 – sedan BMC ADO16 (Austin/Morris 1100)
- 1963 Innocenti 186 GT – prototipo de una cupé con un motor de 1.8 litros V6 Ferrari (motor Dino)
- 1965–75 Mini – versión renombrada del auto y familiar BMC ADO15 (Mini)
- 1966–68[6] Innocenti C – cupé, basada en el Austin-Healey Sprite y alimentada por un motor de 1098cc de 4 cilindros.[7] De esta se construyeron 795 ejemplares.[6]
- 1973–76 Regent – sedan Austin Allegro
- 1974–82 Innocenti Mini 90L y 120L – Rediseño realizado por Bertone del Mini
- 1976–1987 Innocenti Mini De Tomaso – versión deportiva del Innocenti Mini desarrollada por De Tomaso, inicialmente equipada con el motor BMC de 1275 cc, y desde 1982 con un motor Daihatsu de 1.0 litros de 3 cilindros turbocargado.
- 1982–1992 3-Cilindri/Minitre/650/500 – desarrollo del Innocenti Mini con motores Daihatsu de 3 y 2 cilindros.
- 1986–1992 Mini 990 – otra versión del Innocenti Mini con motor Daihatsu 1.0 litros de 3 cilindros.
- 1991–1993 Koral – Yugo Koral renombrado para el mercado italiano.
- 1991–1996 Innocenti Elba – versión renombrada de la Fiat Elba brasileña, una familiar basada en el Fiat Uno.
- 1994–1997 Mille – versión brasileña del Fiat Uno para el mercado italiano (no confundir con el "Mini Mille" una versión producida entre 1980–1982).

## Producción
| Año           | 1969   | 1970   | 1971   | 1972   | 1973   | 1974   | 1975   | 1976   | 1977   |
| ------------- | ------ | ------ | ------ | ------ | ------ | ------ | ------ | ------ | ------ |
| Producción    | 47 760 | 50 630 | 61 950 | 62 834 | 58 471 | 60 711 | 33 061 | 12 789 | 38 120 |
| Exportaciones | 10     | 1      | 1      | 205    | 6.690  | 17.421 | 11.003 | 754    | 10.169 |
| Año           | 1978   | 1979   | 1980   | 1981   | 1982   | 1983   | 1984   | 1985   | 1986   |
| Producción    | 40 719 | 39 991 | 39 770 | 23 187 | 21 646 | 13 688 | 17 151 | 15 218 | 12 687 |
| Exportaciones | 8 862  | -      | -      | -      | -      | -      | -      | -      | -      |
| Año           | 1987   | 1988   | 1989   | 1990   | 1991   | 1992   | 1993   | -      | -      |
| Producción    | 10.443 | 10.331 | 10.100 | 4.221  | 10.550 | 8.600  | 0      | -      | -      |